# Gezicht op Arnhem
Gezicht op Arnhem is een olieverfschilderij van de Nederlandse kunstschilder Jan van Goyen uit 1646, 65 × 96 centimeter groot. Het toont Arnhem van over de Nederrijn, aan de horizon, met daarachter een weidse Hollandse lucht. Het werk bevindt zich in de collectie van het Statens Museum for Kunst te Kopenhagen.

## Context
In 1637 verloor Jan van Goyen een fortuin met speculaties tijdens de tulpenmanie. In de jaren daarna zou hij veel panoramische landschappen schilderen, mede ook omdat die in die tijd goed "in de markt" lagen. Niettegenstaande deze commerciële doelstelling worden deze vergezichten tegenwoordig gerekend tot de beste werken die Van Goyen maakte. "Gezicht op Arnhem" is een exemplarisch voorbeeld. In de tijd dat het schilderij ontstond maakte hij meerdere panorama's van Arnhem, in een vergelijkbare opzet.

## Afbeelding
Van Goyen toon een gezicht op Arnhem, gezien vanaf de overkant van de Rijn. Daarbij toont hij veel oog voor detail. Op de voorgrond varen enkele pontjes. Er is veel bedrijvigheid op het water. Herkenbaar aan de horizon zijn de klokkentoren van de Grote Kerk en de dubbele torens van de Sint-Walburgiskerk.

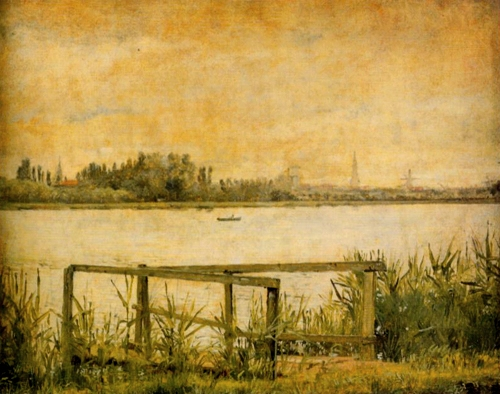
Christen Købke: Kopenhagen gezien vanaf Drosseringen, 1837, geïnspireerd door Van Goyens Gezicht op Arnhem.

De diagonaal weergegeven rivier scheidt de voorgrond van de achtergrond. De ruimtewerking ontstaat vooral door naar achteren vervagende kleurnuances, waar hij in eerdere landschappen vaak diepte creëerde door middel van een landweg die diagonaal het beeldvlak inloopt. Typerend voor zijn stijl is de afwisseling van donkere en lichtere horizontale banen. Het werk is een goed voorbeeld van de zogenaamde tonale landschapschilderkunst, met een beperkt palet van dicht bij elkaar liggende bruine en groenachtige tinten. De weidse luchtpartij op de achtergrond, boven het vlakke landschap, is exemplarisch voor de Hollandse schilderkunst in het midden van de zeventiende eeuw.

## Waardering en invloed
Gezicht op Arnhem werd in 1837 door het Statens Museum verworven op een veiling van F.C. Bugges te Kopenhagen. Het was in die periode een van de weinige aanwinsten van het museum van oudere Europese kunst. Al snel na aankoop trok het schilderij de belangstelling van Deense kunstschilders, mede onder invloed van de kunsthistoricus Niels Lauris  Høyen, die in 1836 een Hollandse reis maakte en daarna een belangrijk pleitbezorger werd van Hollandse kunst. Met name Christen Købke en Johan Christian Clausen Dahl lieten zich door Købke en in het bijzonder door het werk van Van Goyen inspireren.

## Andere Arnhem-panorama’s door Van Goyen

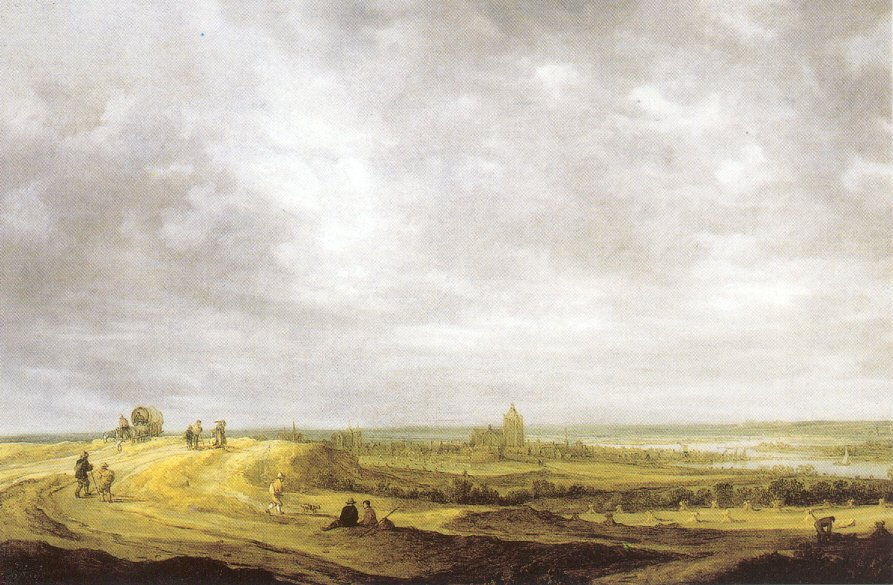
Rivierlandschap met gezicht op Arnhem, 1641, Christie's, London, Particuliere collectie
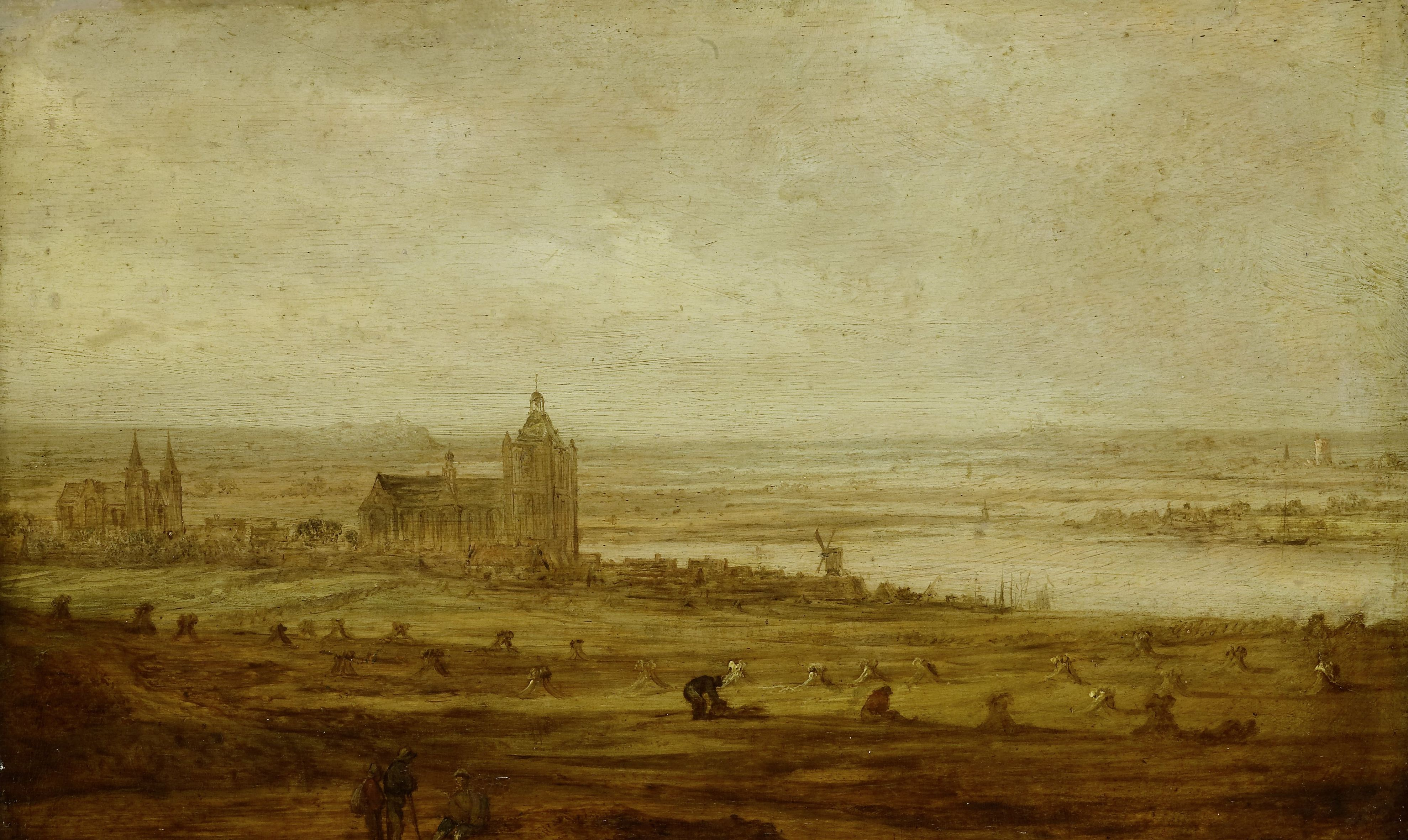
Gezicht op Arnhem, 1644, Rijksmuseum, Amsterdam
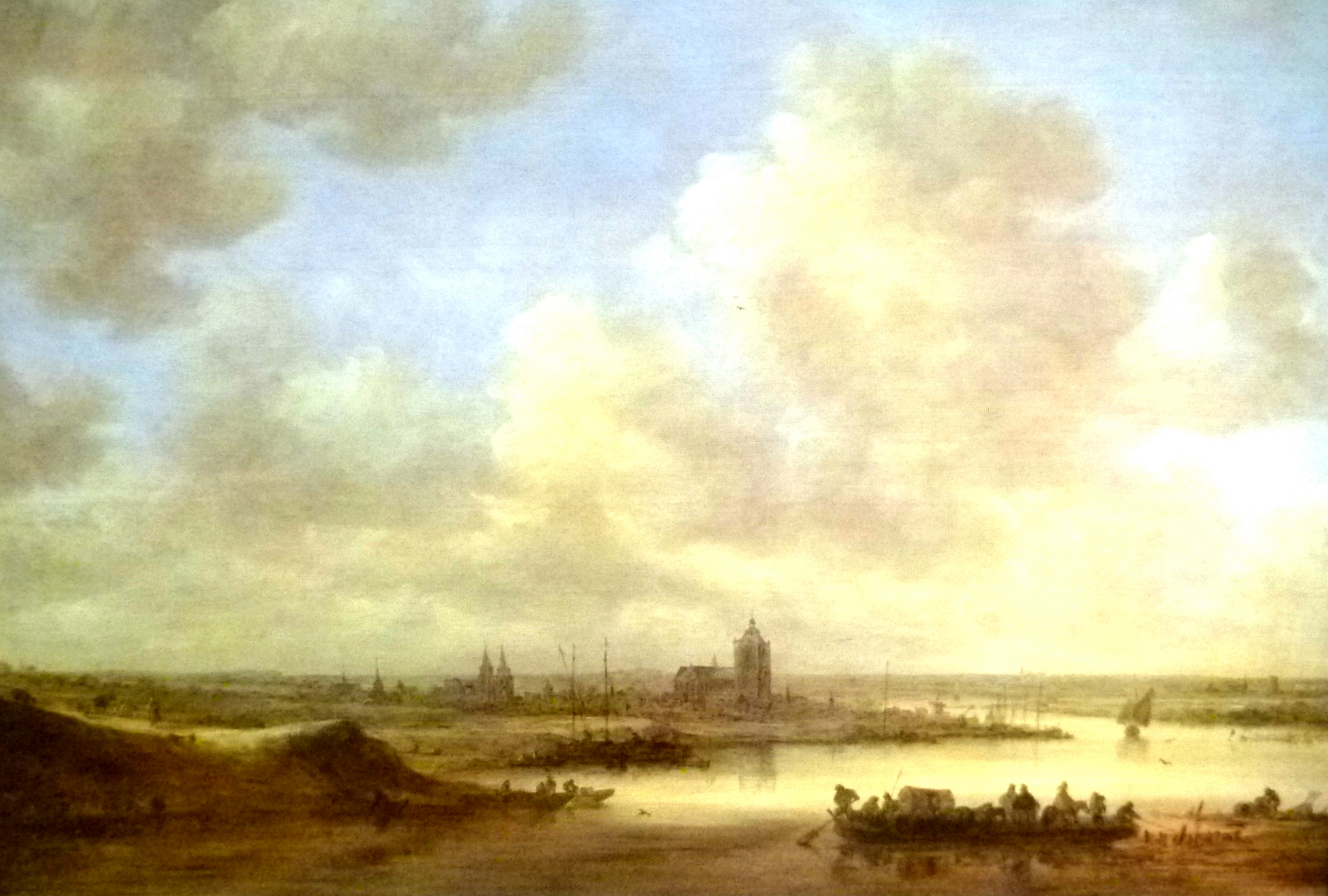
De Rijn bij Arnhem, 1645, Residenzgalerie, Salzburg
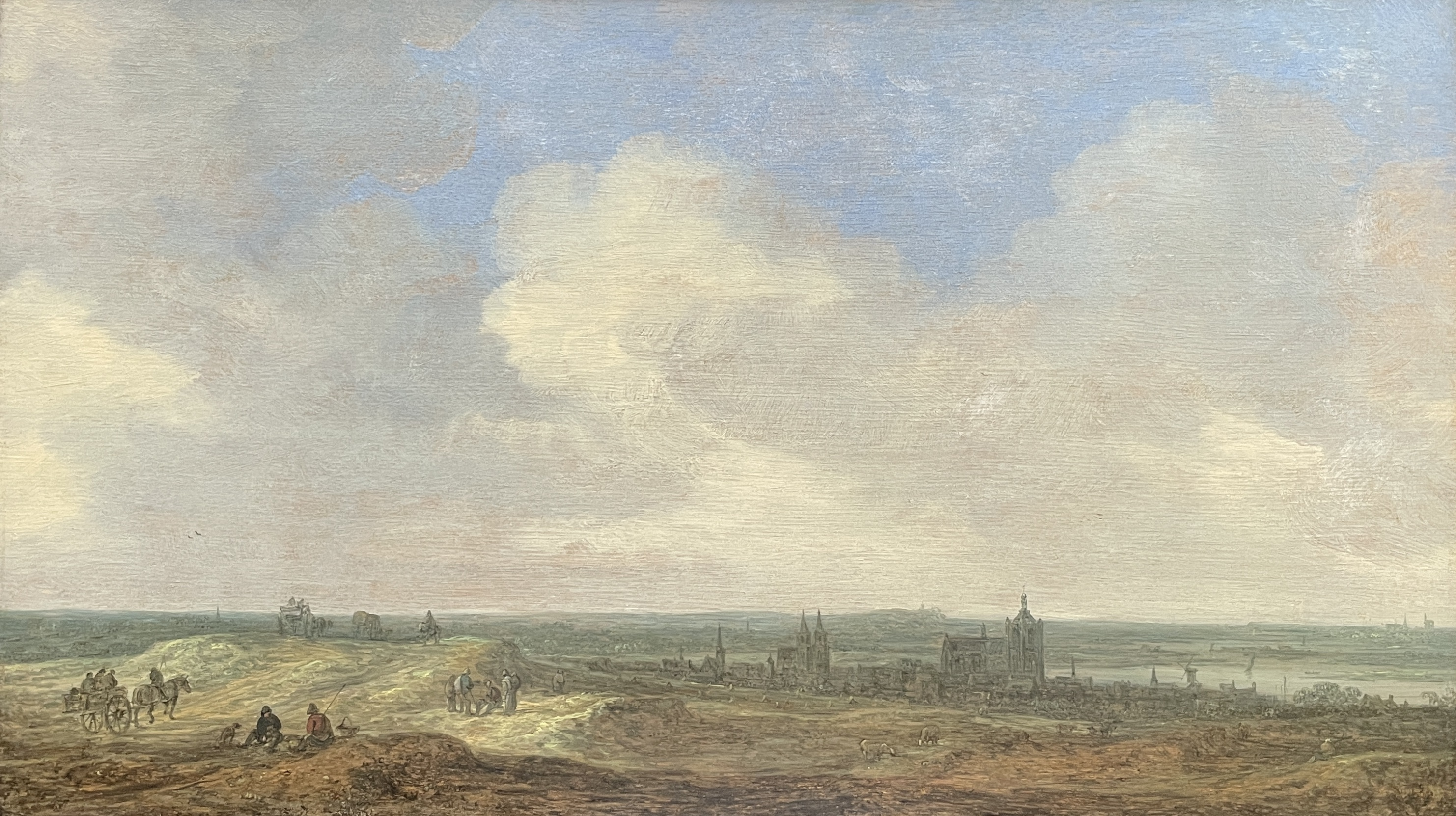
Gezicht op Arnhem, 1645, Particuliere collectie
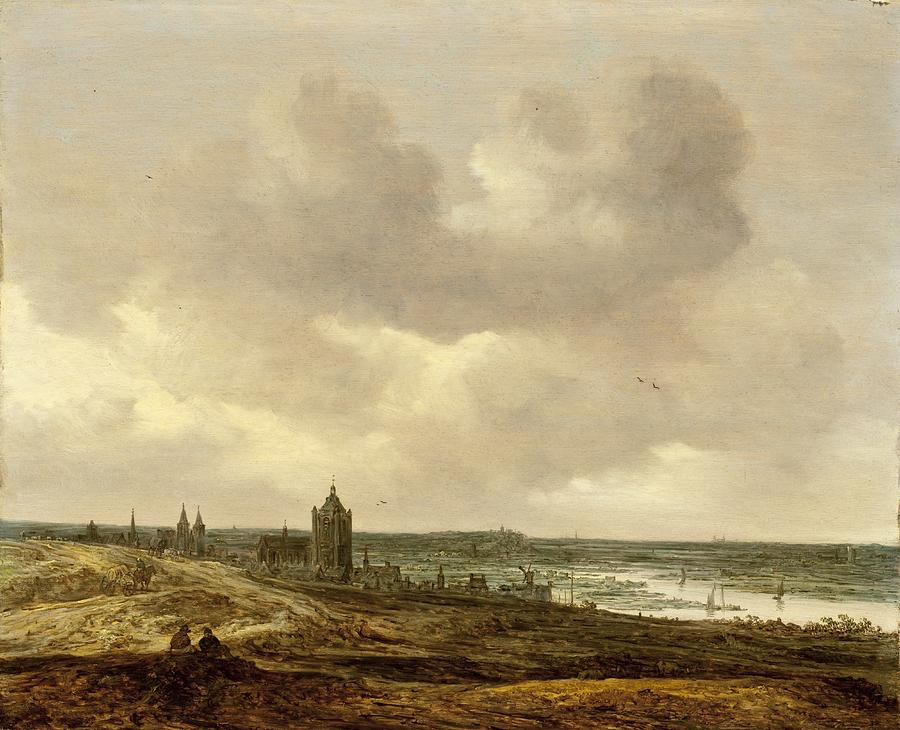
Gezicht op Arnhem, 1646, Los Angeles County Museum of Art, Los Angeles
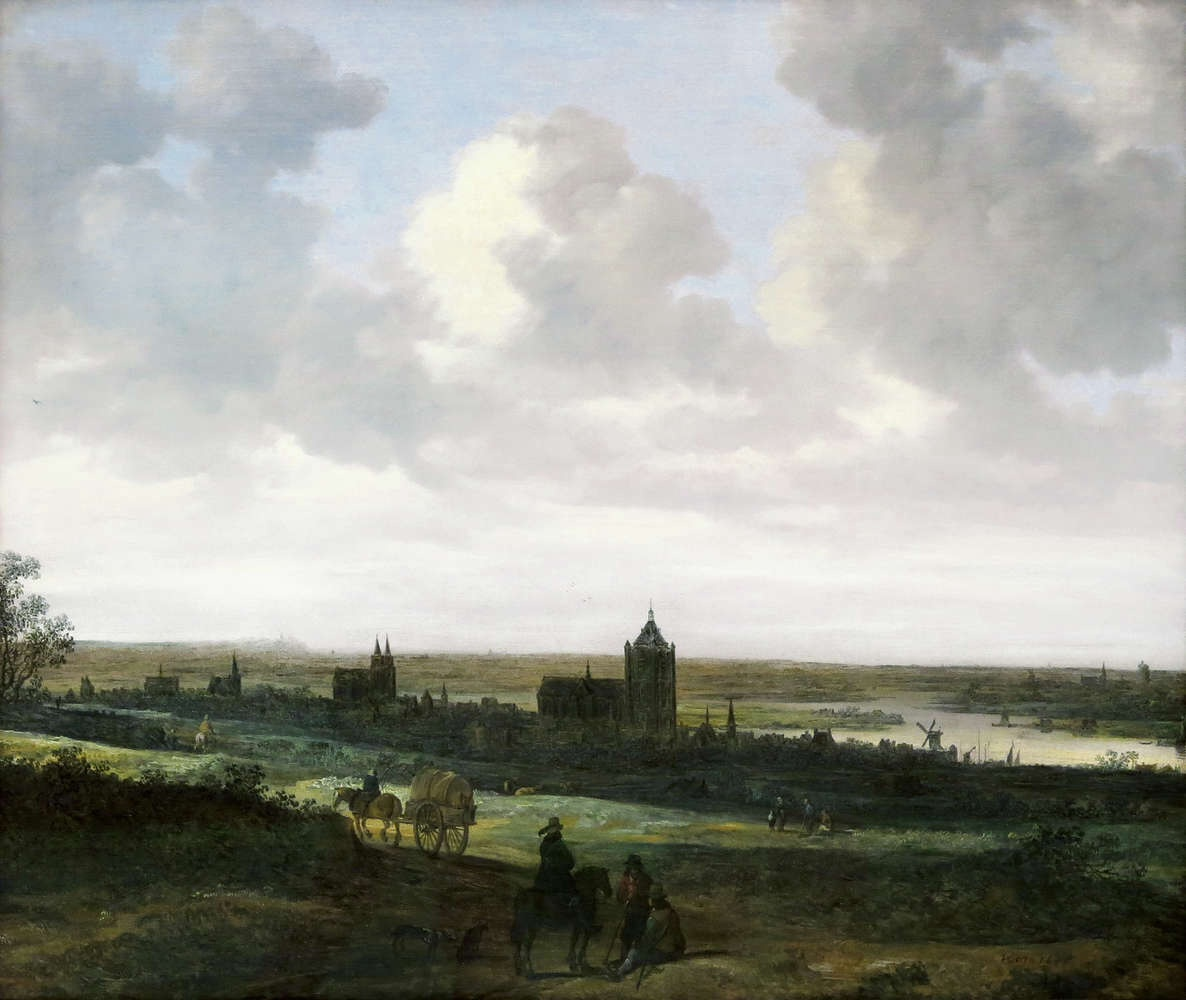
Gezicht op Arnhem, 1646, Gemäldegalerie, Berlin
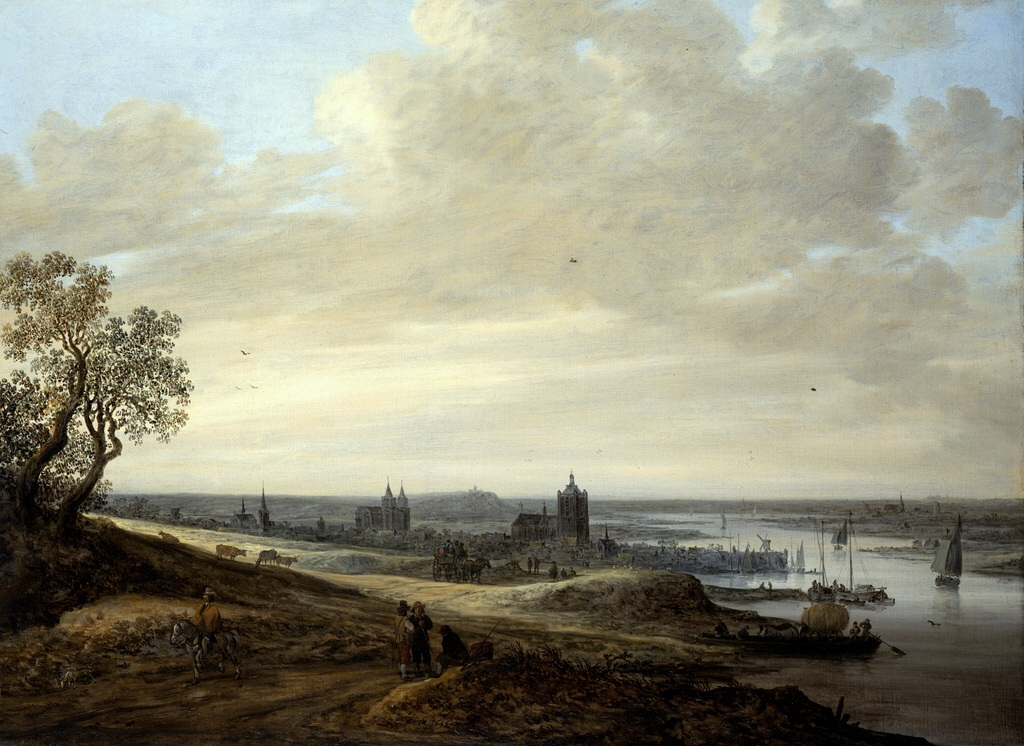
Gezicht op Arnhem, 1646, Museum Kunstpalast, Düsseldorf
Prospekt af byen Arnhem, 1646, Statens Museum for Kunst, Kopenhagen